# 509
Cette page concerne l'année 509  du calendrier julien. Pour l'année 509 av. J.-C., voir 509 av. J.-C. Pour le nombre 509, voir 509 (nombre).
L'année 509 est une année commune qui commence un jeudi.

## Événements
- Le général ostrogoth Ibba, après avoir levé le siège d'Arles à l'automne 508, libère Carcassonne puis assiège et prend Narbonne, chassant les Francs et les Burgondes de Septimanie[1].
- Clovis Ier est reconnu comme roi par les Francs rhénans[2].

## Naissances en 509
- Kinmei, empereur du Japon.
- Lunaire (saint), évangélisateur de Bretagne.

## Décès en 509
Pas de décès connu.